# District de Chitradurga
Le district de Chitradurga (kannada : ಚಿತ್ರದುರ್ಗ ಜಿಲ್ಲೆ) est l'un des trente districts  de l'état du Karnataka, en Inde.

## Histoire

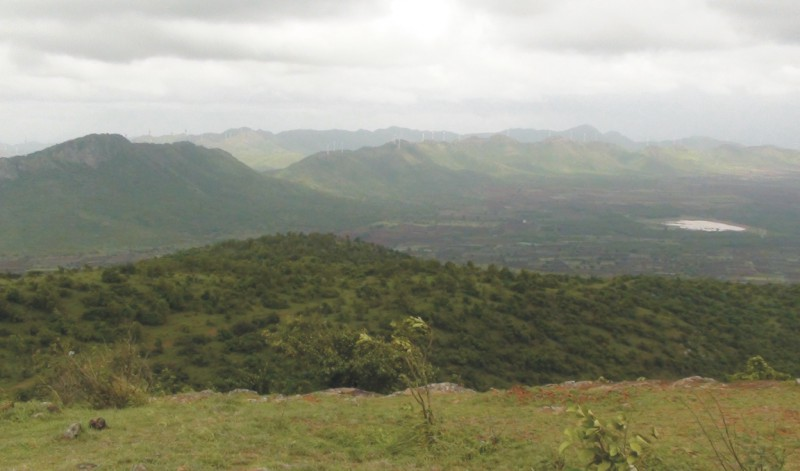
Les collines à Jogimatti.

Le district actuel est créé en 1997 comme subdivision de celui de Bijapour. Il était le centre de la dynastie Chalukya au VIe siècle.

## Géographie
Au recensement de 2011, sa population était de 1 659 456 habitants pour une superficie de 8 436 km2, la population est à 19,86% urbaine.
Son chef-lieu est la ville de Chitradurga.

### Hydrographie
Les cours d'eau Vadavati (fleuve) et la Tungabhadra irriguent ce district.

### Transport
La NH4 traverse le district.

## Tourisme
Il y a les collines de Doddahottrangappa célèbrent pour leurs sentiers de randonnée et son temple Ranganathaswamy, la plus ancienne pétroglyphe du Karnataka à Thamatekallu, le Vani Vilas Sagar un lac artificiel sur la Vedavathi. Le village fortifié de Molakalmuru ou la ceinture de fortifications de Chitradurga.

## Liste des Taluks
Il est divisé en six Taluks :
- Chitradurga, Hiriyur, Hosdurga, Molakalmuru, Challakere et Holalkere.

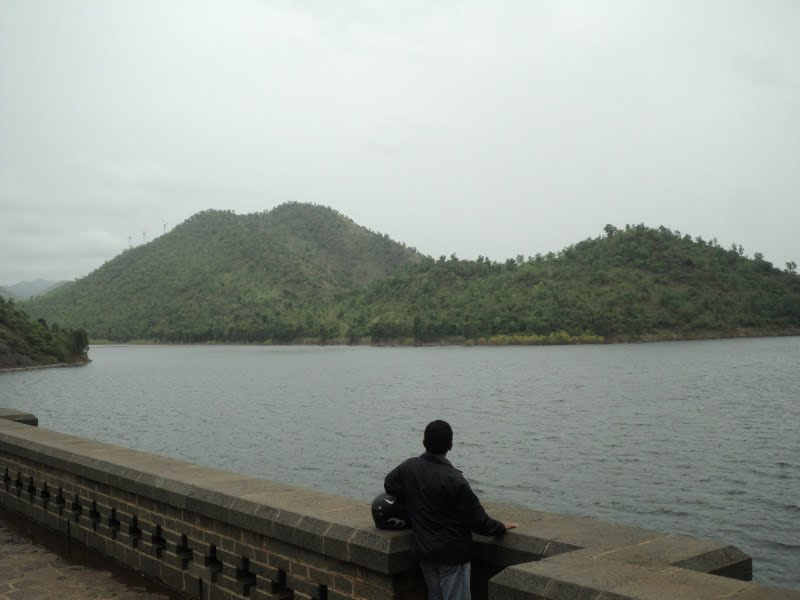
Barrage et lac Vanivilas.
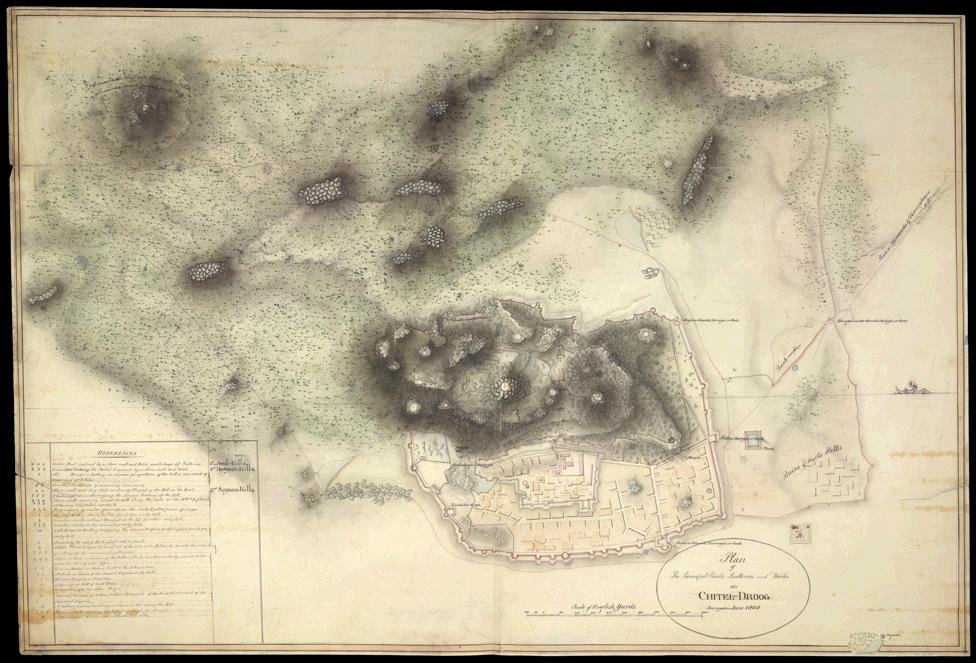
les fortifications de Chitradurga, monument classé.
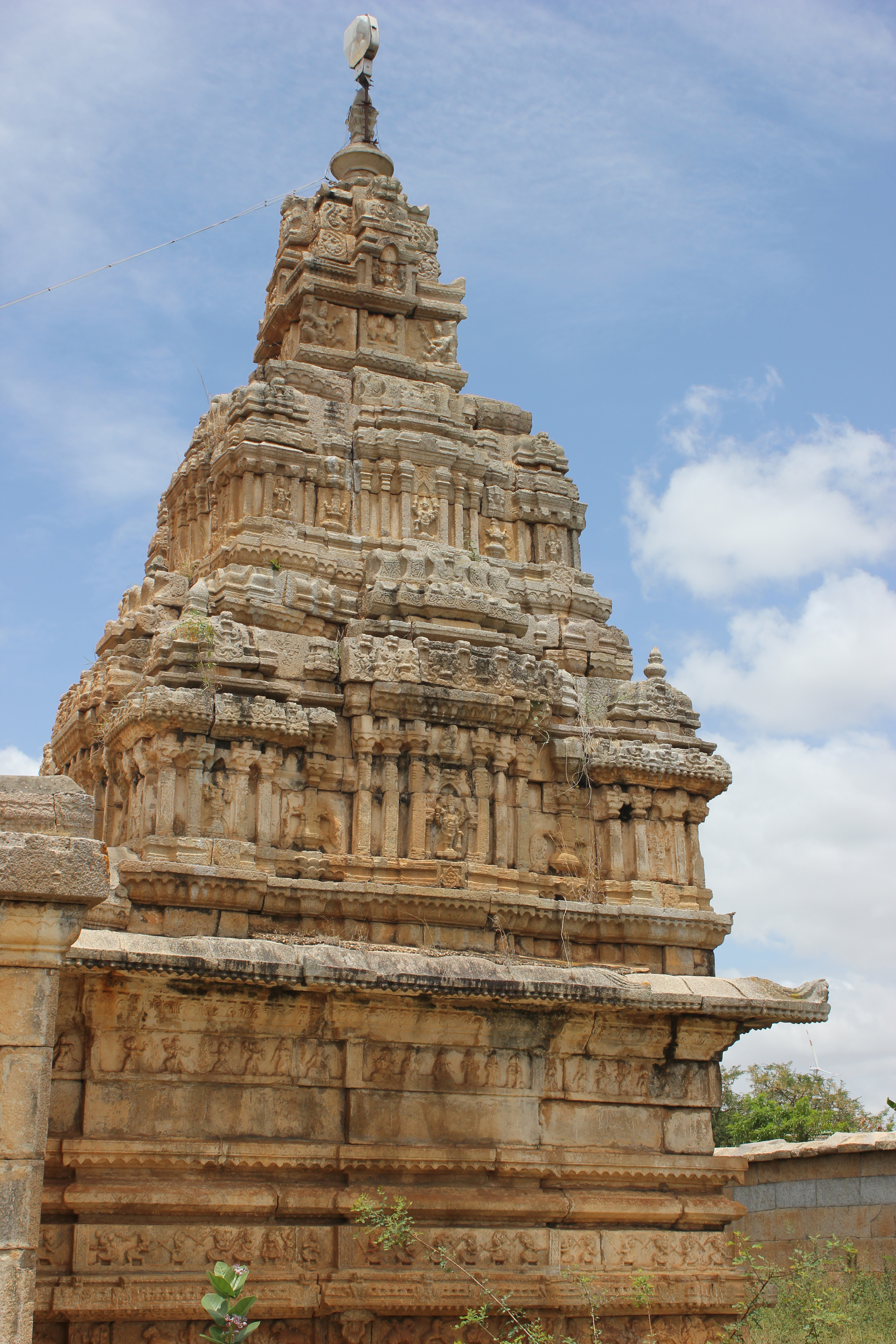
Le temple Ranganatha Swamy à Neerthadi (XIVe au XVIe siècle).
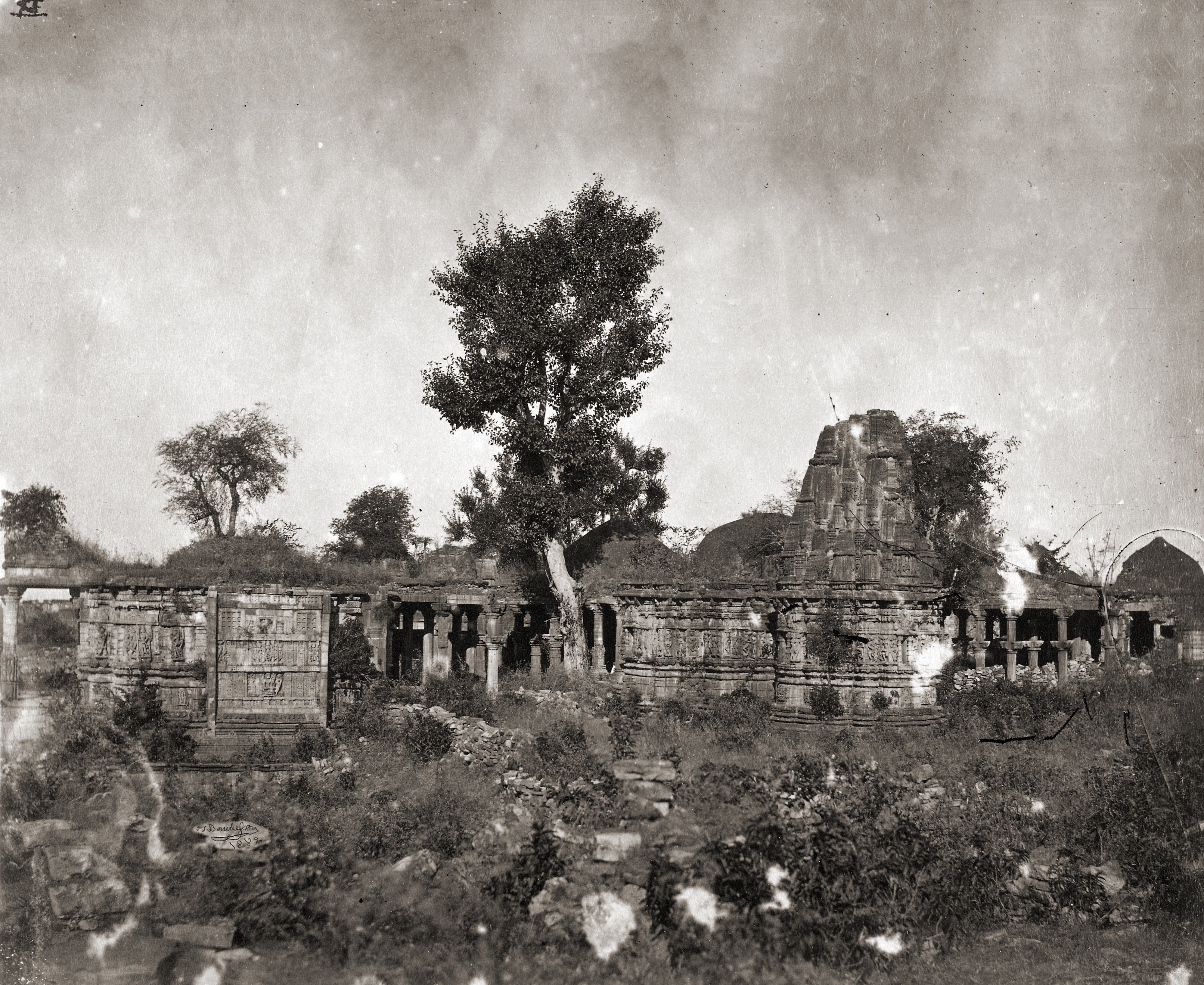
temple du fort Chittor, photo de 1882.